# Introducción a los algoritmos
Introducción a los algoritmos (Introduction to Algorithms en versión original) es un libro de Thomas H. Cormen, Charles E. Leiserson, Ronald L. Rivest y Clifford Stein. Tiene cuatro ediciones en inglés, la primera 1990, sin Clifford Stein, una segunda en 2001, una tercera en 2009 y cuarta en 2022. Se usa como libro de texto para enseñar algoritmos en algunas universidades.
Cormen enseña en el Dartmouth College, Rivest y Leiserson dan clases en el MIT, y Clifford Stein enseña en la Universidad de Columbia.

## Ediciones
La primera edición del libro no incluía a Stein como autor, y el libro empezó a ser conocido por el acrónimo CLR. Después que se añadiera al cuarto autor en la segunda edición, algunos empezaron a referirse al libro como el CLRS (otros siguieron insistiendo en el sobrenombre anterior llamándolo "la segunda edición del CLR"). La primera edición del libro también se conoció como "El Gran Libro Blanco (de algoritmos)", en inglés: "The Big White Book (of Algorithms)." Con la segunda edición, el color predominante en la portada era ahora el verde y esto hizo que el sobrenombre se acortara a "El gran libro (de los Algoritmos)."

### CD-ROM
Este libro también dispone de un CD para ampliar conocimiento con ejemplos en Java.

## Diseño de la portada
El móvil de la portada, Big Red de Alexander Calder, se encuentra en la Colección Phillips, un museo de arte moderno en Dupont Circle in Washington D. C.